# جوردن سانتوس
جوردن سانتوس (2 يوليو 1991 بالبرتغال - ) هو لاعب كرة قدم برتغالي في مركز الهجوم. لعب مع Sporting CP (beach soccer) ‏.

## وصلات خارجية
- جوردن سانتوس على موقع الاتحاد الدولي (مؤرشف)  (الإنجليزية)